# Felfunktionen

Felfunktionens graf

Felfunktionen, erf, (också kallad Gauss felfunktion) är inom matematiken en specialfunktion (den är inte elementär) som förekommer inom sannolikhetslära, statistik och tillämpade partiella differentialekvationer. Den definieras som
{\displaystyle {\begin{aligned}\operatorname {erf} (x)&={\frac {1}{\sqrt {\pi }}}\int _{-x}^{x}e^{-t^{2}}\,dt\\[5pt]&={\frac {2}{\sqrt {\pi }}}\int _{0}^{x}e^{-t^{2}}\,dt.\end{aligned}}}
Inom statistiken har felfunktionen för icke-negativa tal tolkningen: för en stokastisk variabel Y som är normalfördelad med medelvärdet 0 och variansen 1/2, beskriver erf(x)  sannolikheten för  Y inom intervallet [−x, x].

## Egenskaper
Egenskapen {\displaystyle \operatorname {erf} (-z)=-\operatorname {erf} (z)} innebär att felfunktionen är en udda funktion. För varje komplext tal z är
{\displaystyle \operatorname {erf} ({\overline {z}})={\overline {\operatorname {erf} (z)}}}
där {\displaystyle {\overline {z}}} är det komplexa konjugatet av z.
Integranden ƒ = exp(−z2) och ƒ = erf(z) visas i det komplexa z-plane i figurerna 2 and 3. Beloppet av Im(ƒ) = 0 visas med en tjock grön linje. Negativa heltalsvärden hos Im(ƒ) visas med tjocka röda linjer. Positiva heltalsvärden av Im(f) visas med tjocka blå linjer. Mellanliggande värden Im(ƒ) = konstant visas med tunna gröna linjer. Mellanliggande värden av Re(ƒ) = konstant visas med tunna röda linjer för negativa värden och med tunna blå linjer för positiva värden.
Felfunktionen är exakt 1 vid +∞. Längs den reella axeln närmar sig erf(z) 1 när z → +∞ och −1 när z → −∞. Längs den imaginära axeln, närmar sig funktionen  ±i∞.

### Taylorserier
Felfunktionen är en hel funktion; den har inga singulariteter (med undantag för den vid oändligheten) och dess Taylorutveckling konvergerar alltid.
Den definierande integralen kan inte beräknas i sluten form med elementära funktioner, men genom expansion av  e−z2 i dess Maclaurinserie och integration term för term erhålls felfunktionens Maclaurinserie som
{\displaystyle \operatorname {erf} (z)={\frac {2}{\sqrt {\pi }}}\sum _{n=0}^{\infty }{\frac {(-1)^{n}z^{2n+1}}{n!(2n+1)}}={\frac {2}{\sqrt {\pi }}}\left(z-{\frac {z^{3}}{3}}+{\frac {z^{5}}{10}}-{\frac {z^{7}}{42}}+{\frac {z^{9}}{216}}-\cdots \right)}
vilken gäller för varje komplext tal  z.
Den imaginära felfunktionen har en liknande Maclaurinserie:
{\displaystyle \operatorname {erfi} (z)={\frac {2}{\sqrt {\pi }}}\sum _{n=0}^{\infty }{\frac {z^{2n+1}}{n!(2n+1)}}={\frac {2}{\sqrt {\pi }}}\left(z+{\frac {z^{3}}{3}}+{\frac {z^{5}}{10}}+{\frac {z^{7}}{42}}+{\frac {z^{9}}{216}}+\cdots \right)}
vilken gäller för varje komplext tal z.

### Derivata och integral
Felfunktionens derivata följer direkt från dess definition:
{\displaystyle {\frac {d}{dz}}\operatorname {erf} (z)={\frac {2}{\sqrt {\pi }}}e^{-z^{2}}.}
En primitiv funktion till felfunktionen, erhålls genom partialintegration och är
{\displaystyle z\operatorname {erf} (z)+{\frac {e^{-z^{2}}}{\sqrt {\pi }}}.}
En primitiv funktion till den komplexa felfunktionen, erhålls också genom partialintegration och är
{\displaystyle z\operatorname {erfi} (z)-{\frac {e^{z^{2}}}{\sqrt {\pi }}}.}
Högre derivator ges av
{\displaystyle {\operatorname {erf} }^{(k)}(z)={2(-1)^{k-1} \over {\sqrt {\pi }}}{\mathit {H}}_{k-1}(z)e^{-z^{2}}={\frac {2}{\sqrt {\pi }}}{\frac {d^{k-1}}{dz^{k-1}}}\left(e^{-z^{2}}\right),\qquad k=1,2,\dots }
där {\displaystyle {\mathit {H}}} är ett Hermitepolynom.